# Agentur der Europäischen Union für Grundrechte
Die Agentur der Europäischen Union für Grundrechte (FRA, englisch European Union Agency for Fundamental Rights; französisch Agence des droits fondamentaux de l’Union européenne) mit Sitz in Wien ist eine von der Europäischen Union (EU) geschaffene Behörde, die den Schutz der Grundrechte in Europa überwachen soll. Rechtsgrundlage für die Agentur ist die EU-Ratsverordnung 168/2007 vom 15. Februar 2007.

## Aufgaben
Die Vorläuferorganisation der FRA war die Europäische Stelle zur Beobachtung von Rassismus und Fremdenfeindlichkeit (EUMC), deren Gründungsdirektorin, die deutsche Juristin Beate Winkler, auch vorübergehend die Leitung der neuen Agentur übernahm. Anders als bei der EUMC, die nur das Auftreten von Rassismus und Fremdenfeindlichkeit zu überwachen hatte, knüpft das Mandat der FRA an die fundamentalen Rechte in der Charta der Grundrechte der Europäischen Union an. Aufgrund des durch den EU-Ratsbeschluss 2008/203/EG vom 28. Februar 2008 gesteckten Mehrjahresrahmens 2007–2012 widmet sich die Agentur folgenden Themenbereichen:
- Rassismus, Fremdenfeindlichkeit und damit einhergehende Intoleranz;
- Diskriminierung aus Gründen des Geschlechts, der Rasse oder der ethnischen Herkunft, der Religion oder der Weltanschauung, einer Behinderung, des Alters oder der sexuellen Ausrichtung und Diskriminierung von Angehörigen von Minderheiten sowie alle Kombinationen dieser Gründe (Mehrfachdiskriminierung);
- Entschädigung von Opfern;
- Rechte des Kindes einschließlich des Kinderschutzes;[3]
- Asyl, Zuwanderung und Integration von Migranten;
- Visa und Grenzkontrolle;
- Teilhabe der Bürger der Union am demokratischen Funktionieren der EU;
- Informationsgesellschaft und insbesondere Achtung der Privatsphäre und Schutz von personenbezogenen Daten;
- Zugang zu einer effizienten und unabhängigen Rechtsprechung.

Die Agentur erstellt wissenschaftliche Studien, welche die EU-Institutionen, Mitgliedstaaten, Beitrittskandidaten und potentiellen EU-Beitrittskandidaten sowie die Öffentlichkeit über mögliche Missstände informieren und Lösungswege aufzeigen. Weiters berät die Agentur die EU-Institutionen bei der europäischen Rechtsetzung. Individuelle Beschwerden gegen Grundrechtsverletzungen bearbeitet die FRA hingegen nicht; dies ist die Aufgabe des Europäischen Gerichtshofes für Menschenrechte.

### Report der EU
Die Agentur veröffentlichte im Mai 2021 anlässlich des Jahrestags der Tötung von George Floyd durch US-amerikanische Polizisten einen Bericht zum Ausmaß der Diskriminierung von ethnischen Minderheiten durch europäische Polizeikräfte. Der Bericht erkennt einen allgemeinen Trend, bei dem ethnische Minderheiten auf dem gesamten Kontinent häufiger gestoppt und durchsucht werden. So würde etwa in Österreich fast die Hälfte der Einwanderer und Nachkommen von Einwanderern aus Afrika südlich der Sahara in einem Stichprobenjahr von der Polizei gestoppt, verglichen mit 25 % der Gesamtbevölkerung.
Im Jahre 2024 bemängelte die Grundrechteagentur, dass zahlreiche Menschenrechtsverletzungen an den EU-Außengrenzen aus verschiedenen Gründen nicht ausreichend geahndet werden.

## Organisation
Die Agentur verfügt über folgende Organe:
- Verwaltungsrat
- Exekutivausschuss
- Wissenschaftlicher Ausschuss
- Direktor

Der Verwaltungsrat ist die Planungs- und Überwachungsinstanz der Agentur. Ihm gehören Persönlichkeiten mit Erfahrung in der Verwaltung von Organisationen des öffentlichen oder privaten Sektors und Kenntnissen im Bereich der Grundrechte an. Er setzt sich aus je einer von jedem Mitgliedstaat benannten unabhängigen Persönlichkeit, einer vom Europarat benannten unabhängigen Persönlichkeit sowie zwei Vertretern der Europäischen Kommission zusammen.
Der Exekutivausschuss bereitet die Beschlüsse des Verwaltungsrats vor und unterstützt und berät den Direktor. Er besteht aus dem Vorsitzenden und dem stellvertretenden Vorsitzenden des Verwaltungsrats, zwei weiteren Mitgliedern des Verwaltungsrats sowie einem der Vertreter der Europäischen Kommission im Verwaltungsrat. Die vom Europarat in den Verwaltungsrat entsandte Persönlichkeit kann an den Sitzungen des Exekutivausschusses teilnehmen.
Der wissenschaftliche Ausschuss garantiert die wissenschaftliche Qualität der Arbeiten der FRA. Er setzt sich aus elf unabhängigen und in Grundrechtsfragen hoch qualifizierten Personen zusammen. Der Verwaltungsrat ernennt die Mitglieder nach einem transparenten Stellenausschreibungs- und Auswahlverfahren.
Die FRA wird von einem Direktor geleitet, der für die Wahrnehmung der Aufgaben der Agentur sowie für Personalfragen zuständig ist. Nach einer öffentlichen Ausschreibung und einem Auswahlverfahren, an dem die EU-Institutionen beteiligt waren, hat der Verwaltungsrat am 7. März 2008 beschlossen, Morten Kjærum aus Dänemark zum ersten Direktor der Agentur zu ernennen. Er hat seine Stelle am 1. Juni 2008 angetreten. Am 31. März 2015 hat er FRA verlassen, um ab 1. April 2015 das Raoul Wallenberg Institute in Schweden zu leiten. Von 2016 bis 2024 war Michael O’Flaherty der Direktor. Seit 2024 ist Sirpa Rautio Direktorin.
Darüber hinaus hat die FRA eine Grundrechteplattform über die sie mit ausgewählten zivilgesellschaftlichen Organisationen zusammenarbeitet.

## Kritik
Die Menschenrechtsorganisation Amnesty International (ai) kritisierte zu Beginn die am 1. März 2007 eröffnete EU-Grundrechteagentur. AI-Europabüro-Chef Dick Oosting kritisierte insbesondere das zu stark beschränkte Mandat der Agentur, denn „die EU-Staaten wollen sich nicht in ihre Menschenrechtspolitik hineinreden lassen“. Andere Stimmen sahen in der Schaffung der Agentur eine Doppelung mit Aufgaben, die bereits durch den Europarat oder die OSZE erledigt würden. Allerdings überschneiden sich die konkreten Aufgabengebiete dieser Organisationen nur marginal, und Vertreter der Organisationen begrüßten, dass nun gemeinsam noch effizienter gegen Diskriminierung vorgegangen werden könne. Dafür wurde im August 2008 ein Abkommen über die Zusammenarbeit der FRA mit dem Europarat geschlossen.